# Discovery+
Discovery+ (estilizado como discovery+) foi um serviço de streaming direto ao consumidor mundial de propriedade e operado pela Warner Bros. Discovery, que apresenta um catálogo de programação das redes lineares e digitais da Discovery, incluindo HGTV, Food Network, TLC, ID, OWN, Animal Planet, Discovery Channel, o lançamento em breve da Magnolia Network, Travel Channel, Science Channel, DIY Network, The Dodo, Quest, DMAX e muito mais. O serviço também transmitia programação da BBC e da A&E Networks, incluindo o BBC's Planet Earth, A&E, Lifetime e History. Foi lançado pela primeira vez em 23 de março de 2020 na Índia e nos Estados Unidos em 4 de janeiro de 2021. O serviço está disponível atualmente nos Estados Unidos, Índia e Europa. No Brasil, o serviço de streaming foi lançado em 9 de novembro de 2021 e a primeira fase foi descontinuado em 6 de fevereiro de 2025. O serviço de streaming retornará em breve após a separação da Warner Bros. Discovery.

## História
O Discovery+ foi lançado oficialmente pela primeira vez na Índia em 23 de março de 2020, incluindo conteúdo de vários canais da rede Discovery em oito idiomas diferentes falados na região.
Em setembro de 2020, a Discovery anunciou planos para lançar um serviço de streaming internacional no início de 2021. Em 20 de outubro de 2020, o Discovery + foi lançado no Reino Unido como um aplicativo independente em parceria com a Sky (UK), que oferecia aos clientes da SKY Q acesso gratuito ao serviço por 12 meses. O serviço foi lançado na Polônia pouco depois, integrado ao serviço Player.pl da TVN.
Em 4 de janeiro de 2021, o site foi lançado no mercado dos EUA com um plano baseado em anúncios a partir de $4,99 por mês e um plano sem anúncios de $6,99 por mês. O serviço também foi lançado com uma prévia exclusiva do próximo canal Magnolia Network.
Em 5 de janeiro de 2021, o Discovery substituiu o Dplay em todos os países da Europa onde ele estava disponível.
No Brasil, o serviço de streaming tinha previsão para estrear em setembro de 2021, mas teve o lançamento adiado. Segundo Fernando Medin, presidente da Discovery Inc. na América Latina, a equipe de produção está trabalhando com produtoras locais e globais em mais de 40 títulos para estrear até o final de 2022, e está desenvolvendo mais de 150 programas.
Após a fusão da Warner Bros. e a Discovery, foi fundada a Warner Bros. Discovery, e nos Estados Unidos, a HBO Max se fundiu com o Discovery+, em junho de 2023, foi fundada a Max. Como uma forma de unificar todos os serviços, a WBD inicialmente havia optado por extinguir o Discovery+, movendo todo o seu conteúdo para a Max em escala global no dia 27 de fevereiro de 2024. Porém, mesmo com o lançamento da Max, a plataforma da Discovery ainda continuou no ar e segundo um social media do serviço, o Discovery+ continuaria no ar mesmo com parte de seu conteúdo sendo postado na Max, o que gerou reclamação dos assinantes.
Após a indefinição quanto a permanência do serviço, em 20 de novembro de 2024, a Warner Bros. Discovery anunciou o encerramento da plataforma seria para o dia 31 de janeiro de 2025, porém em 18 de dezembro de 2024 foi adiada para o dia 6 de fevereiro de 2025, concluindo o processo de fusão com a Max.

## Programação Original
A maioria dos originais do Discovery+ são baseados em programas existentes da biblioteca do Discovery com seus apresentadores.

## Lançamento
| Data de lançamento     | País/Território | Parceiro(s) de lançamento |
| ---------------------- | --------------- | ------------------------- |
| 23 de março de 2020    | Índia           | Nenhum                    |
| 10 de outubro de 2020  | Dinamarca       | Nenhum                    |
| 10 de outubro de 2020  | Irlanda         | Nenhum                    |
| 10 de outubro de 2020  | Reino Unido     | Nenhum                    |
| 04 de janeiro de 2021  | Estados Unidos  | Verizon                   |
| 05 de janeiro de 2021  | Espanha         | Nenhum                    |
| 05 de janeiro de 2021  | Finlândia       | Nenhum                    |
| 05 de janeiro de 2021  | Itália          | Nenhum                    |
| 05 de janeiro de 2021  | Noruega         | Nenhum                    |
| 05 de janeiro de 2021  | Países Baixos   | Nenhum                    |
| 05 de janeiro de 2021  | Suécia          | Nenhum                    |
| 05 de janeiro de 2021  | Polónia         | TVN Group                 |
| 05 de maio de 2021     | Turquia         | BluTV                     |
| 19 de outubro de 2021  | Canadá          | Nenhum                    |
| 09 de novembro de 2021 | Brasil          | Globoplay Claro           |
| 2021/2022              | Alemanha        | Nenhum                    |
| 2021/2022              | Chéquia         | Nenhum                    |
| 2021/2022              | Grécia          | Nenhum                    |
| 2021/2022              | Hungria         | Nenhum                    |
| 2021/2022              | Islândia        | Nenhum                    |
| 2021/2022              | Portugal        | Nenhum                    |
| 2021/2022              | Roménia         | Nenhum                    |
| 2026                   | América Latina  | Nenhum                    |
| 2026/2027              | Ásia            | Nenhum                    |
| 2026/2027              | Arábia Saudita  | Lionsgate+                |
| 2026/2027              | Barém           | Lionsgate+                |
| 2026/2027              | Kuwait          | Lionsgate+                |
| 2026/2027              | Norte de África | Lionsgate+                |

## Compatibilidade
O Discovery+ esteve disponível para streaming através de navegadores da web no PC e Mac, bem como aplicativos em dispositivos iOS e Apple TV, dispositivos móveis Android e Android TV, dispositivos Amazon, como Fire TV e Fire HD, Chromecast, dispositivos Roku, PlayStation 4, PlayStation 5, Xbox One e Windows 10.